# Carl Anton Bretschneider
Carl Anton Bretschneider (27 de mayo de 1808-6 de noviembre de 1878) fue un matemático, profesor y abogado alemán, vinculado a la ciudad de Gotha. Es conocido por haber descubierto la fórmula que lleva su nombre, la fórmula de Bretschneider.
| En geometría, la fórmula de Bretschneider es una expresión que permite calcular el área de un cuadrilátero general: {\displaystyle K={\sqrt {(s-a)(s-b)(s-c)(s-d)-abcd\cdot \cos ^{2}\left({\frac {\alpha +\gamma }{2}}\right)}}} {\displaystyle ={\sqrt {(s-a)(s-b)(s-c)(s-d)-{\tfrac {1}{2}}abcd[1+\cos(\alpha +\gamma )]}}.} Aquí, a, b, c, d son los lados del cuadrilatero, s es el semiperímetro, y α y γ son dos ángulos opuestos. |

## Semblanza
Carl Anton Bretschneider era hijo del entonces famoso teólogo y pastor Karl Gottlieb Bretschneider y de Charlotte Hauschild de Altenburg. En 1816, su padre fue destinado a Gotha como Superintendente General y miembro del Consejo Consistorial Superior.
Estudiante concienzudo y diligente, recibió lecciones privadas de latín con el filólogo Friedrich Wilhelm Döring (1756-1837) por mediación de su padre. Sin embargo, estaba más interesado por las matemáticas, la física, la geografía y la historia. Fue un alumno destacado del matemático Friedrich Kries, quien lo introdujo a través de lecciones privadas en las matemáticas superiores.
Su gran deseo de estudiar matemáticas y ciencias fue obstaculizado por la intransigencia de su padre, que le obligó a estudiar derecho, matriculándose en la Universidad de Leipzig ese mismo año. Después de unos años dedicado al derecho en esta ciudad (donde siguió estudiando matemáticas en secreto en contacto con destacados científicos como el físico Heinrich Wilhelm Brandes y el matemático August Ferdinand Möbius), en 1831 regresó a Gotha, y en 1835 por fin consiguió dedicarse a tiempo completo a la enseñanza de sus materias favoritas. En 1859 fue nombrado profesor en el Liceo de Gotha y permaneció allí hasta su muerte en 1878, siendo nombrado consejero de la corte ducal.
Trabajó en geometría, teoría de números (incluyendo integrales logarítmicas y tablas matemáticas), e historia de la geometría. Fue uno de los primeros matemáticos en usar el símbolo "γ" para la constante de Euler, en un artículo publicado en 1837. Es conocido por su descubrimiento de la fórmula que lleva su nombre, una expresión general que permite calcular el área de cualquier cuadrilátero.
Miembro de una logia masónica, se casó en tres ocasiones, después de la muerte de sus dos primeras esposas. A partir de 1872, una serie de dolencias incapacitantes limitaron su poder creativo. Su hijo Alfred publicó un obituario en 1879.

## Publicaciones
- Carl Anton Bretschneider (1837). "Theoriae logarithmi integralis lineamenta nova". Crelle Journal, vol.17, p. 257-285 (submitted 1835)